# 宇治家彦
宇治 家彦（うじ いえひこ、1920年〈大正9年〉3月17日 - 2008年〈平成20年〉10月24日）は、日本の華族、皇族、海軍軍人（皇族軍人）。階級は海軍技術大尉。多嘉王第2王子。皇族時代の名と身位は家彦王。1942年（昭和17年）に臣籍降下し、宇治伯爵家当主となる。

## 略歴
1920年（大正9年）3月17日午後5時35分、久邇宮家の多嘉王と同妃静子の第2男子として誕生。御七夜の3月23日に「家彦」と命名された。兄の宮賀彦王は早世しており、実質的な長男として育つ。1937年（昭和12年）に父と死別。父の多嘉王は久邇宮家本家とは独立していたものの、宮号は賜っていなかったため、家彦王は宮家の当主の地位を継承していない。
京都府立京都第一中学校、第三高等学校理科乙類を経て、1940年（昭和15年）に京都帝国大学理学部物理学科に入学。1940年（昭和15年）3月17日に成年を迎え、貴族院議員となった。同年10月19日になって、成年式が執り行われ、同日付で勲一等旭日桐花大綬章を受章した。
当時は学徒出陣を前に、大学の修業年限が短縮されており、家彦王も京都帝大を繰り上げ卒業後、1942年（昭和17年）9月、第32期技術科士官として海軍に採用される。第32期は1000名を超える大所帯で、日本本土に適切な訓練施設が無かったため中国大陸山東半島の青島で初級士官教育を受ける。なお、軍学校を経ずに皇族軍人となった稀有な例である。同年10月5日、請願による臣籍降下が認められ、「宇治」の家名を下賜され伯爵となるとともに、貴族院議員の資格が消滅した。翌1943年（昭和18年）1月、海軍中尉に任じられ、海軍技術研究所電気研究部に山崎晃市とともに配属される。終戦時は海軍技術大尉。戦後は母校の京大理学部物理学教室研究嘱託に就いた。

## 人物
趣味は農耕・園芸・登山・スキー。

## 栄典
- 1940年（昭和15年）
  - 8月15日 - 紀元二千六百年祝典記念章[16]
  - 10月19日 - 勲一等旭日桐花大綬章[9]

## 血縁
- 父：多嘉王（久邇宮家）
- 母：多嘉王妃静子

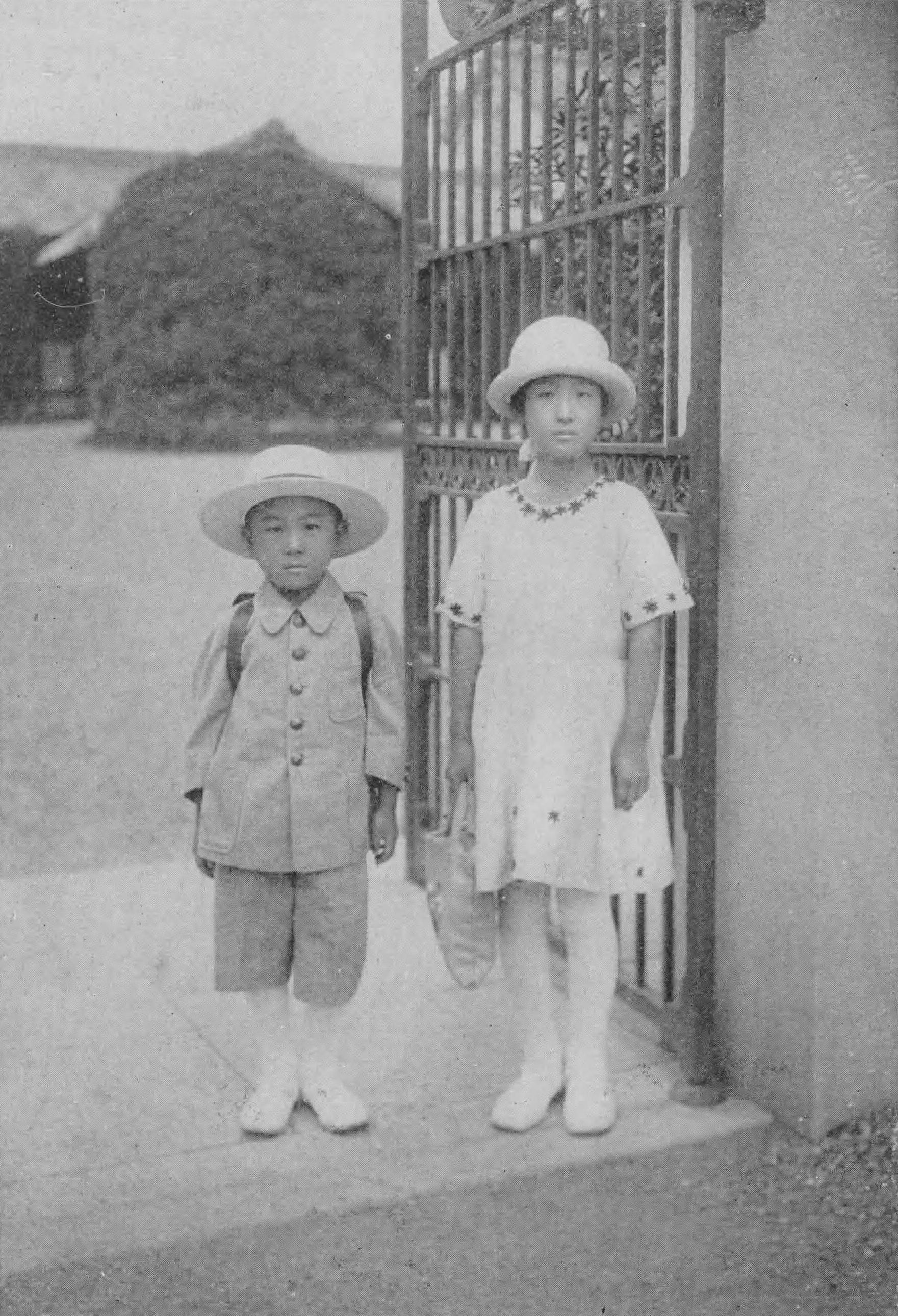
家彦王と姉宮恭仁子女王。

- 兄弟：発子女王 - 珖子女王 - 賀彦王 - 二条恭仁子（恭仁子女王） - 宇治家彦 - 梨本徳彦（徳彦王）
- 妻：量子（鷹司信輔次女）
- 子：
  - 宇治嘉彦 (1946年8月13日 - [17])
  - 宇治家寛 (1947年12月17日 - [17])

## 系譜
| 家彦王 | 父: 多嘉王 | 祖父: 朝彦親王（久邇宮） | 曾祖父: 邦家親王（伏見宮） |
| 家彦王 | 父: 多嘉王 | 祖父: 朝彦親王（久邇宮） | 曾祖母: 鳥居小路信子       |
| 家彦王 | 父: 多嘉王 | 祖母: 泉萬喜子           | 曾祖父: 泉亭俊益           |
| 家彦王 | 父: 多嘉王 | 祖母: 泉萬喜子           | 曾祖母: 不詳               |
| 家彦王 | 母: 静子   | 祖父: 水無瀬忠輔         | 曾祖父: 裏松勲光           |
| 家彦王 | 母: 静子   | 祖父: 水無瀬忠輔         | 曾祖母: 裏松績子           |
| 家彦王 | 母: 静子   | 祖母: 水無瀬富子         | 曾祖父: 東園基敬           |
| 家彦王 | 母: 静子   | 祖母: 水無瀬富子         | 曾祖母: 不詳               |